# Carbodies

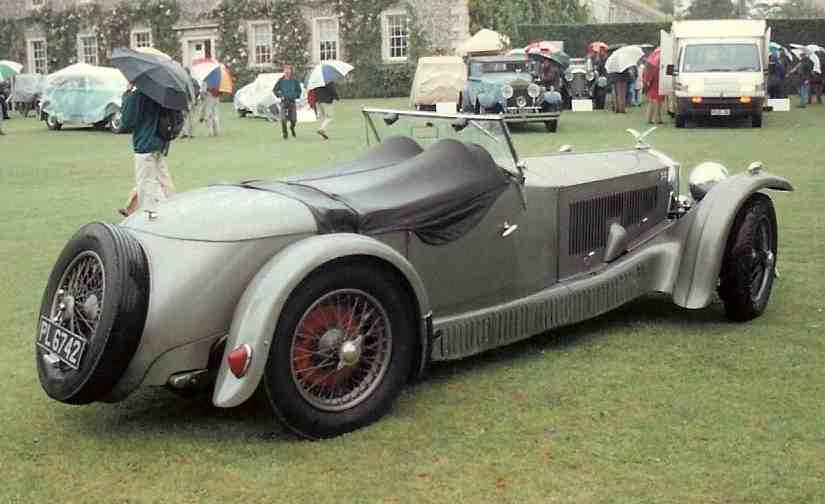
Invicta 4½ Litre S-Type Low Chassis 2-seat sports tourer (1931)

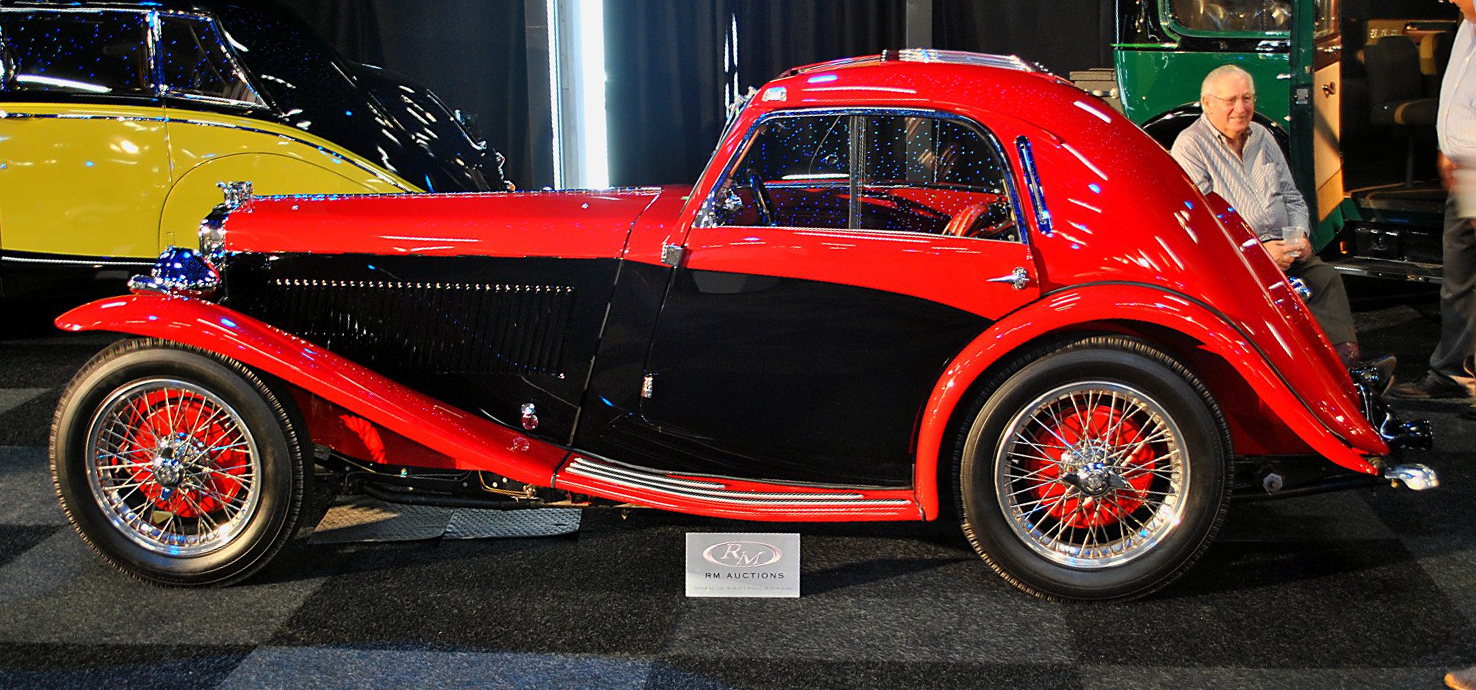
MG Magnette Serie NB Airline Coupe (ca. 1936)

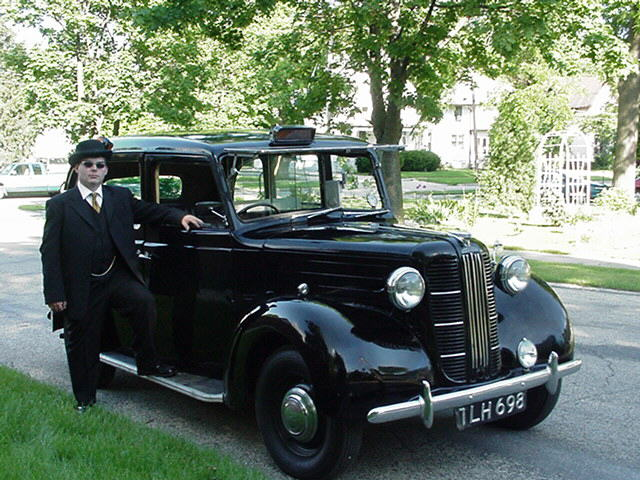
Austin FX3 Taxi (1957)

Carbodies war ein britischer Hersteller von Karosserien und Taxis, der von 1919 bis 1988 in der Holyhead Road in Coventry ansässig war.

## Unternehmensgeschichte
Die Gesellschaft wurde 1919 von Robert Jones gegründet, der den Stellmacherbetrieb von Gooderham übernahm. Carbodies stellte keine Karosserieeinzelstücke auf Kundenwunsch her, sondern fertigte Serien für Automobilhersteller, die keine eigene Karosserieabteilung besaßen, deren Karosseriebau überlastet war oder die eine zusätzliche Variante extern herstellen lassen wollten. Typische Kunden waren Alvis, die Rootes-Gruppe, MG oder Rover. Ab 1935 kam der kleine Hersteller Railton dazu.
Im Zweiten Weltkrieg stellte die Firma Karosserien für Militärfahrzeuge und Komponenten für den Flugzeugbau her.
Nach dem Krieg lastete Carbodies die Pressen für die Rüstungsproduktion mit einem Großauftrag zur Herstellung von Taxikarosserien von Austin aus. Zusätzlich kamen Aufträge von Ford über den Bau von Cabriokarosserien für die Modelle Consul, Zephyr und Zodiac herein. MG blieb zusammen mit anderen BMC-Marken auch Großkunde.
1954 verkaufte Jones die Firma an die Birmingham Small Arms Company, zu der auch der Oberklassehersteller Daimler gehörte. 1973 wurde BSA von der Maganese Bronze Holdings aufgekauft. Seit 1989 heißt das Unternehmen London Taxis International.

## Fahrzeughersteller mit Carbodies-Karosserien
- Alvis
- Austin (auch leichte Nutzfahrzeuge und Taxis)
- Daimler
- Hillman
- Humber
- Invicta
- MG
- Railton
- Rover
- Singer
- Standard

## Ford-Cabriolets von Carbodies

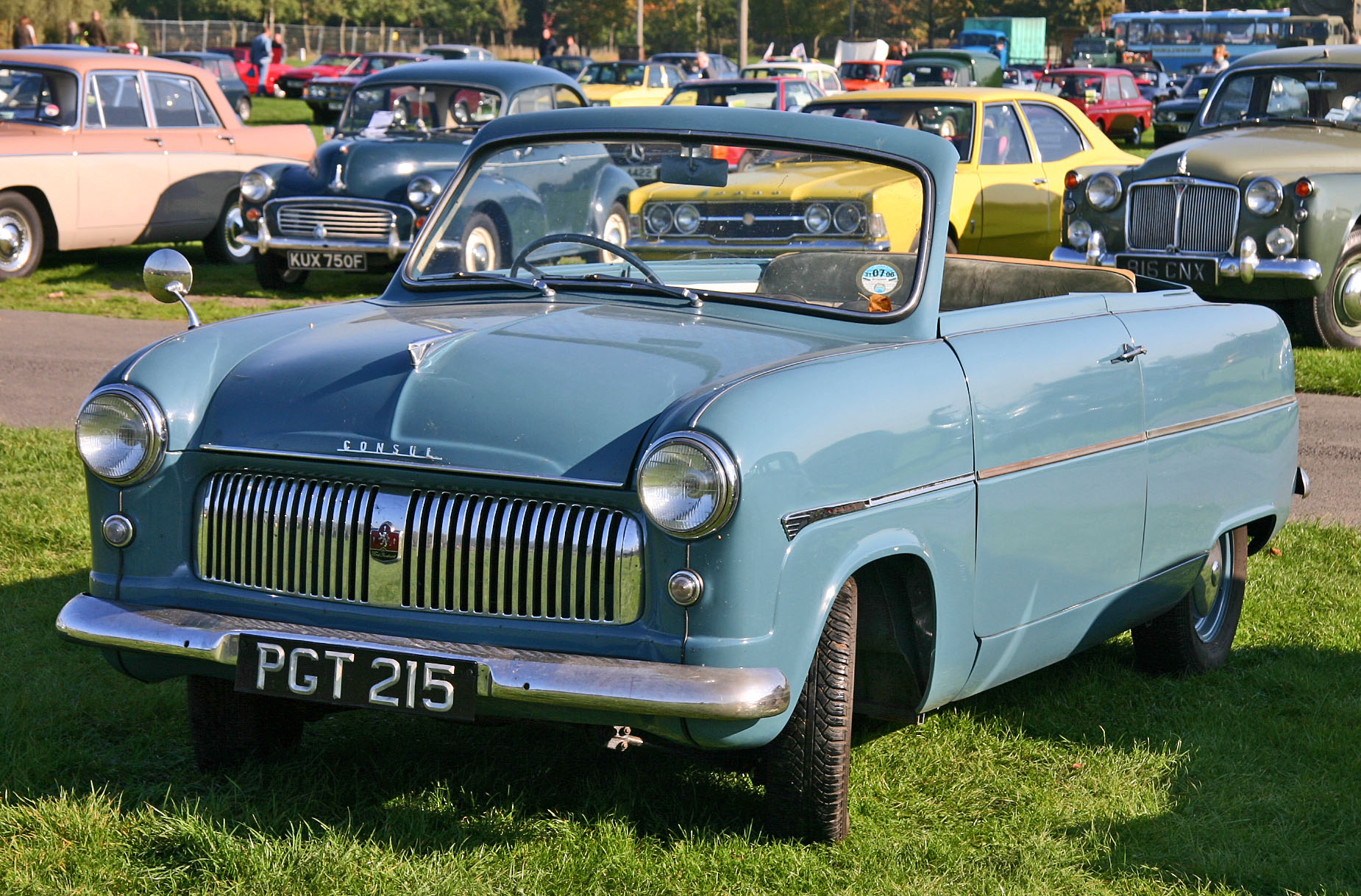
Ford Consul Cabriolet
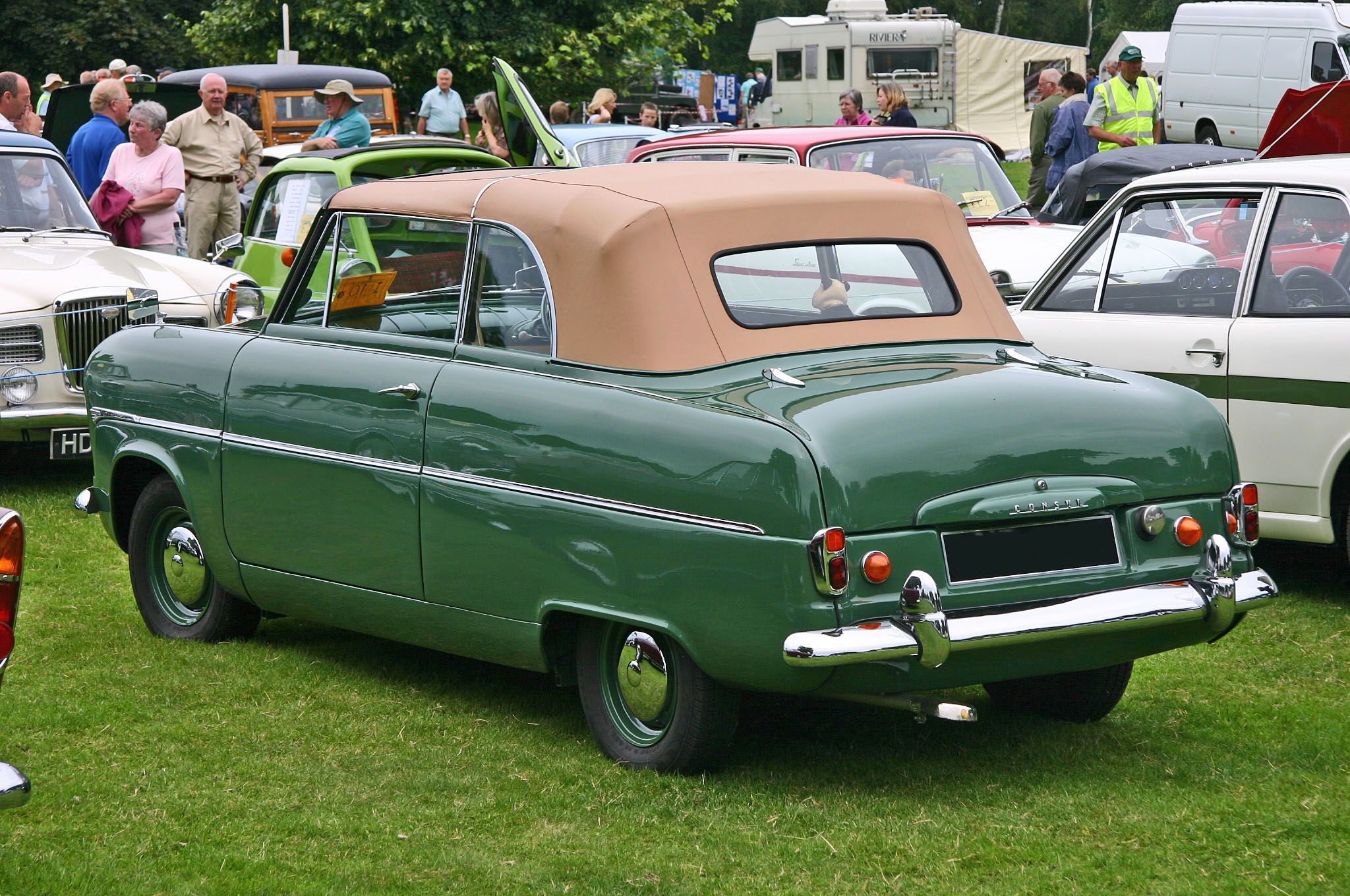
Ford Consul Mk. I Cabriolet
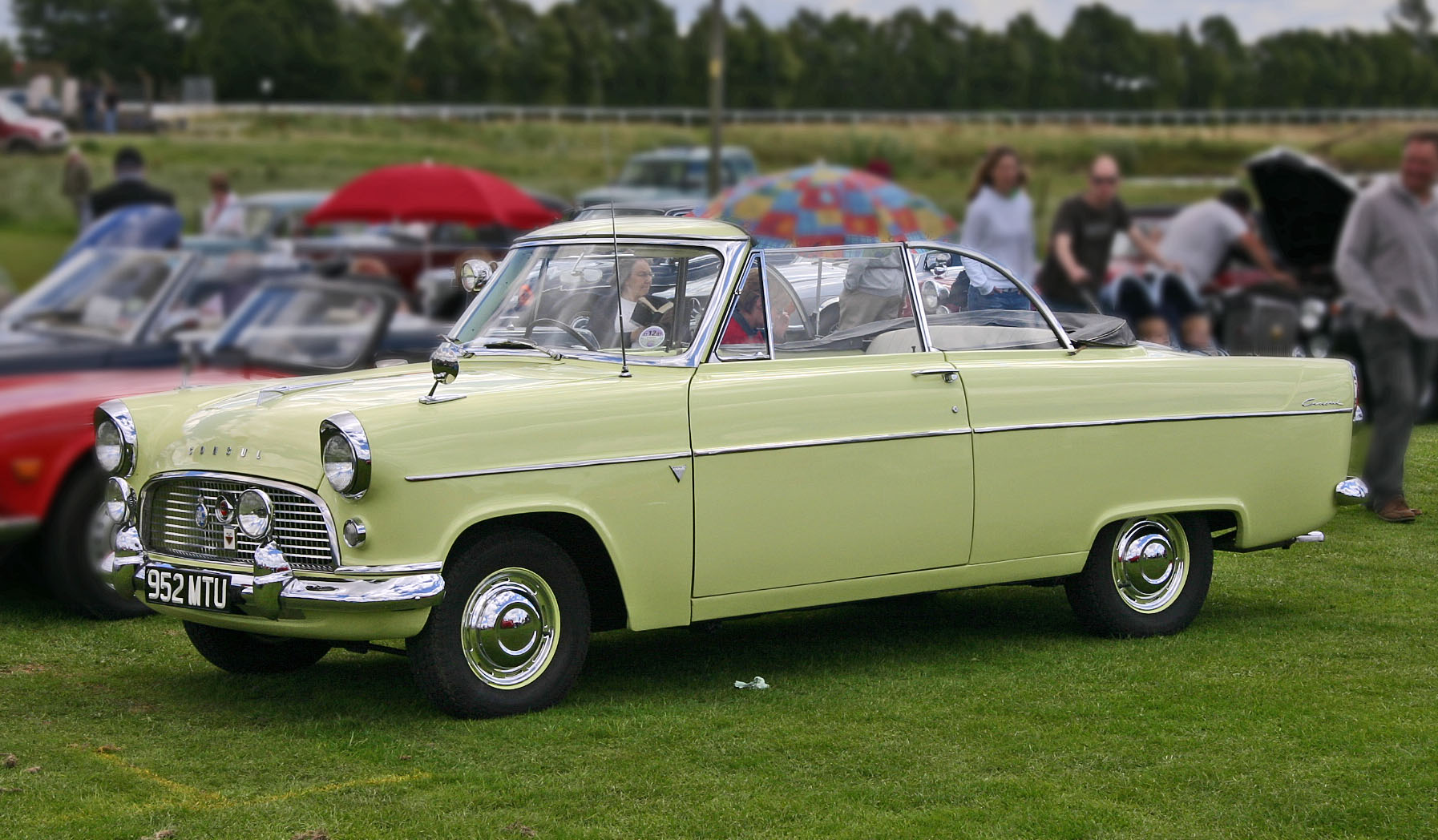
Ford Consul Mk. II Cabriolet
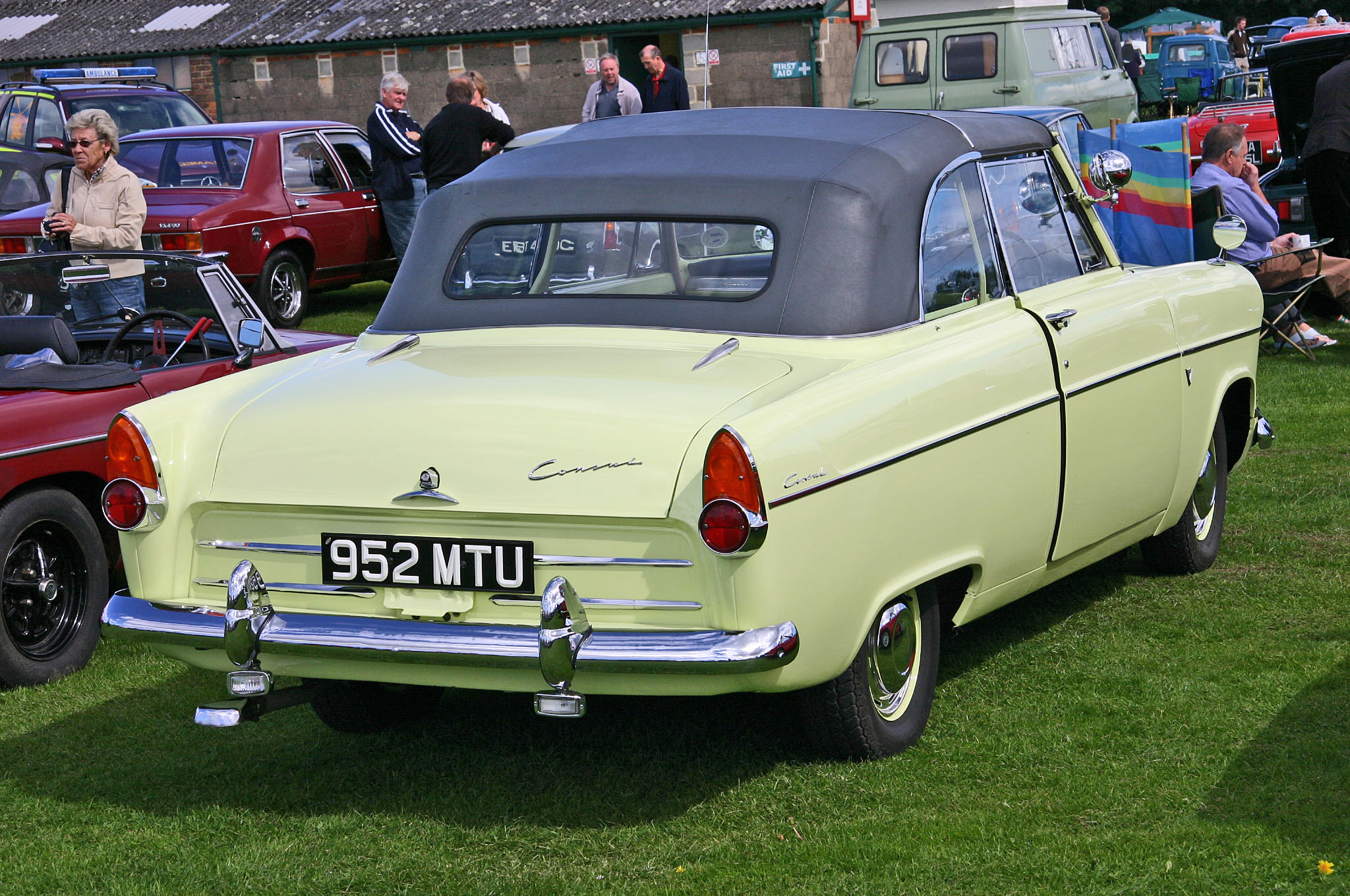
Ford Consul Mk.II Cabriolet
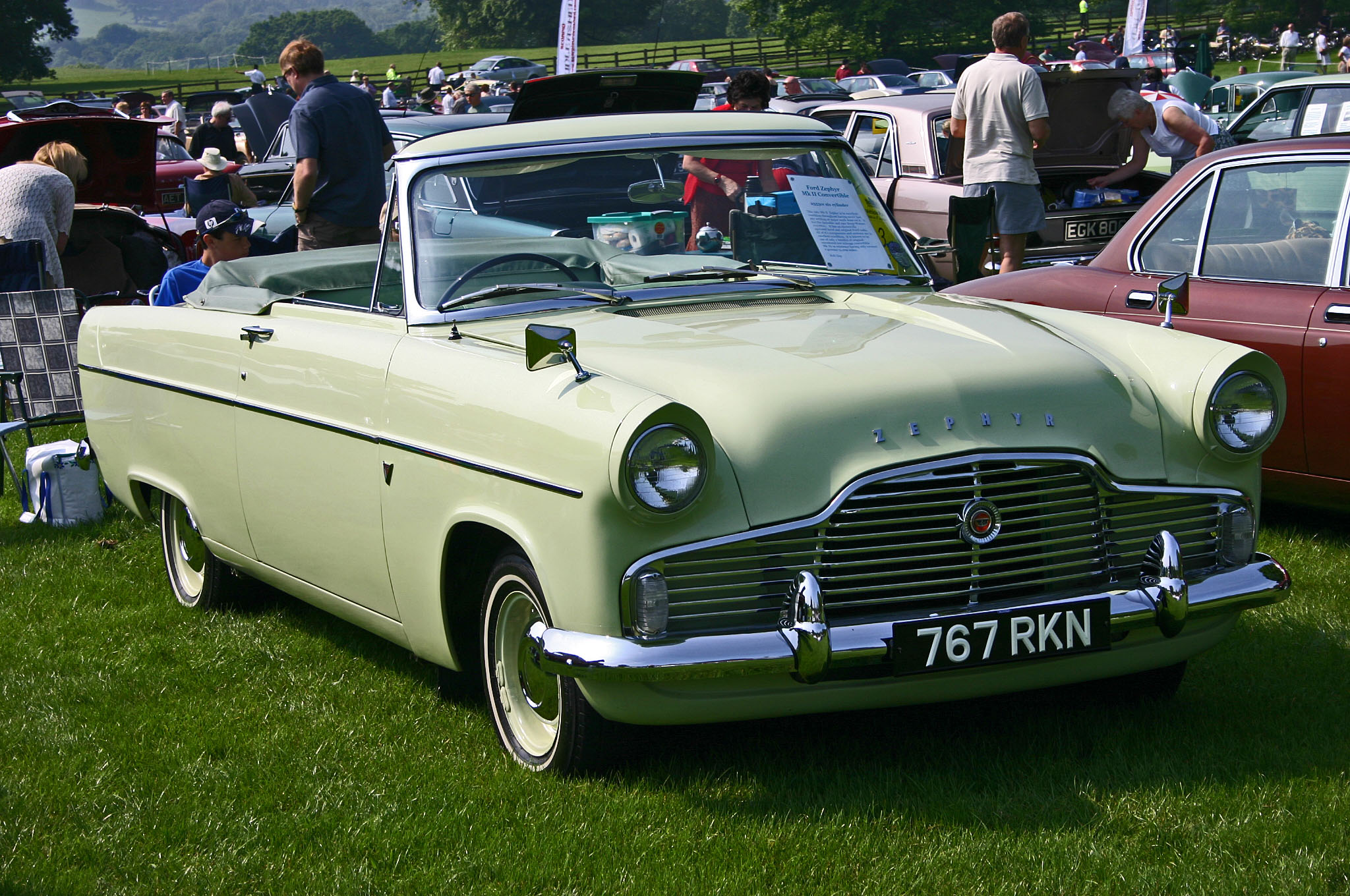
Ford Zephyr Mk. II Cabriolet

## Kombi-Umbauten von Carbodies
Zunehmend verlagerte Carbodies die Produktion auf Kombi-Umbauten für verschiedene Hersteller, ausgehend von rohen Limousinen-Karosserien und eigenen Karosserieteilen. Carbodies fertigte auch Prototypen und Werkzeuge und bearbeitete Projekte, wie z. B. die Motorhaube für den Jaguar E-Type.

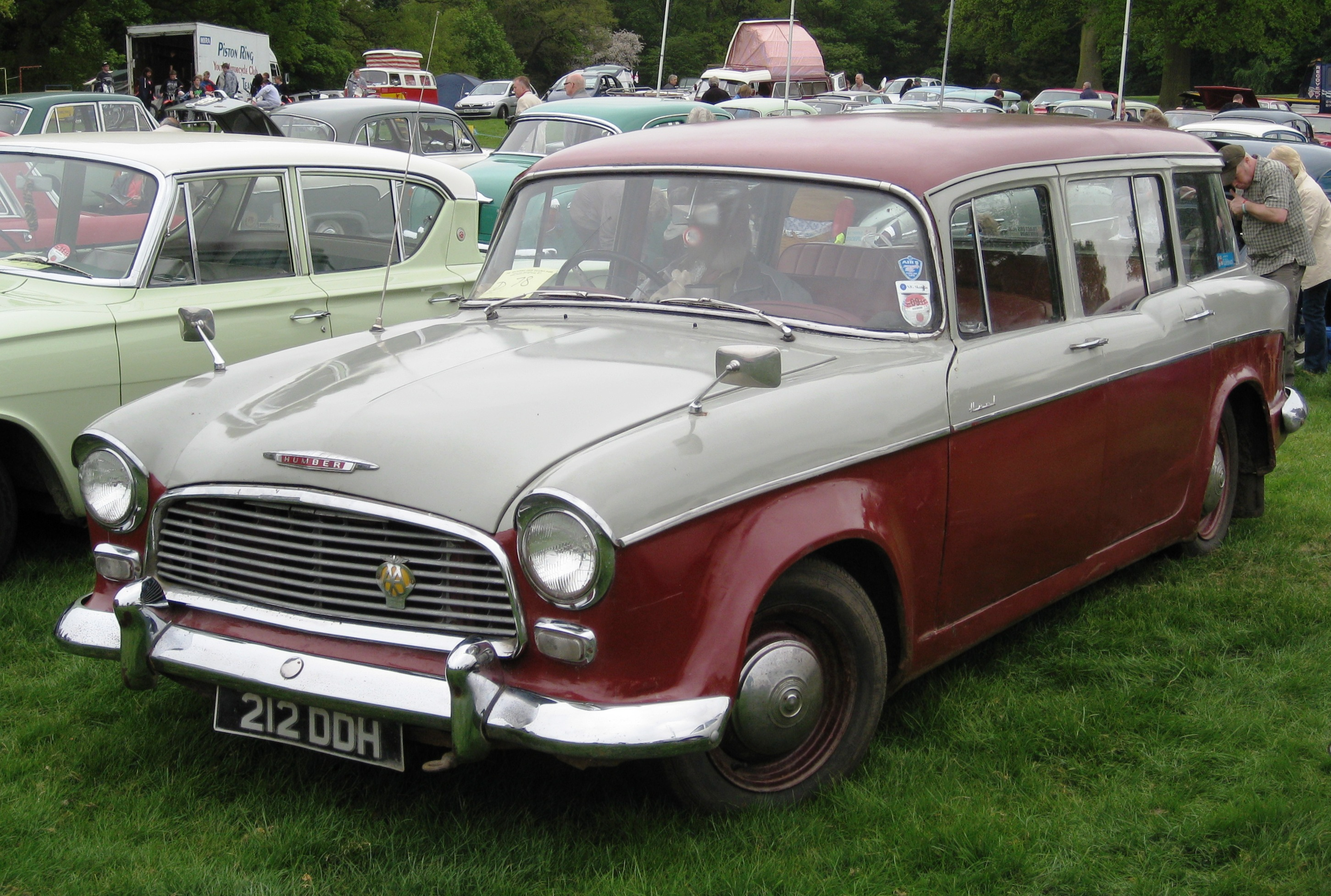
Humber Hawk Series 1 Estate (1957–1960)
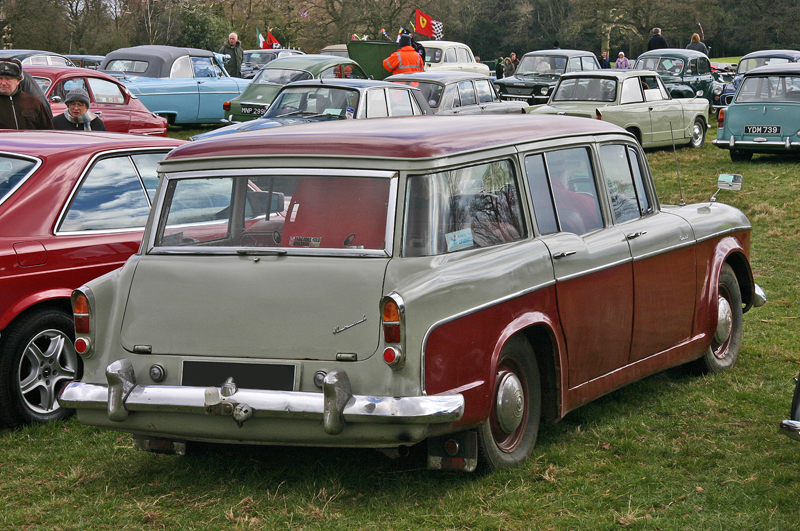
:Humber Hawk Series I Estate (1957–1960)
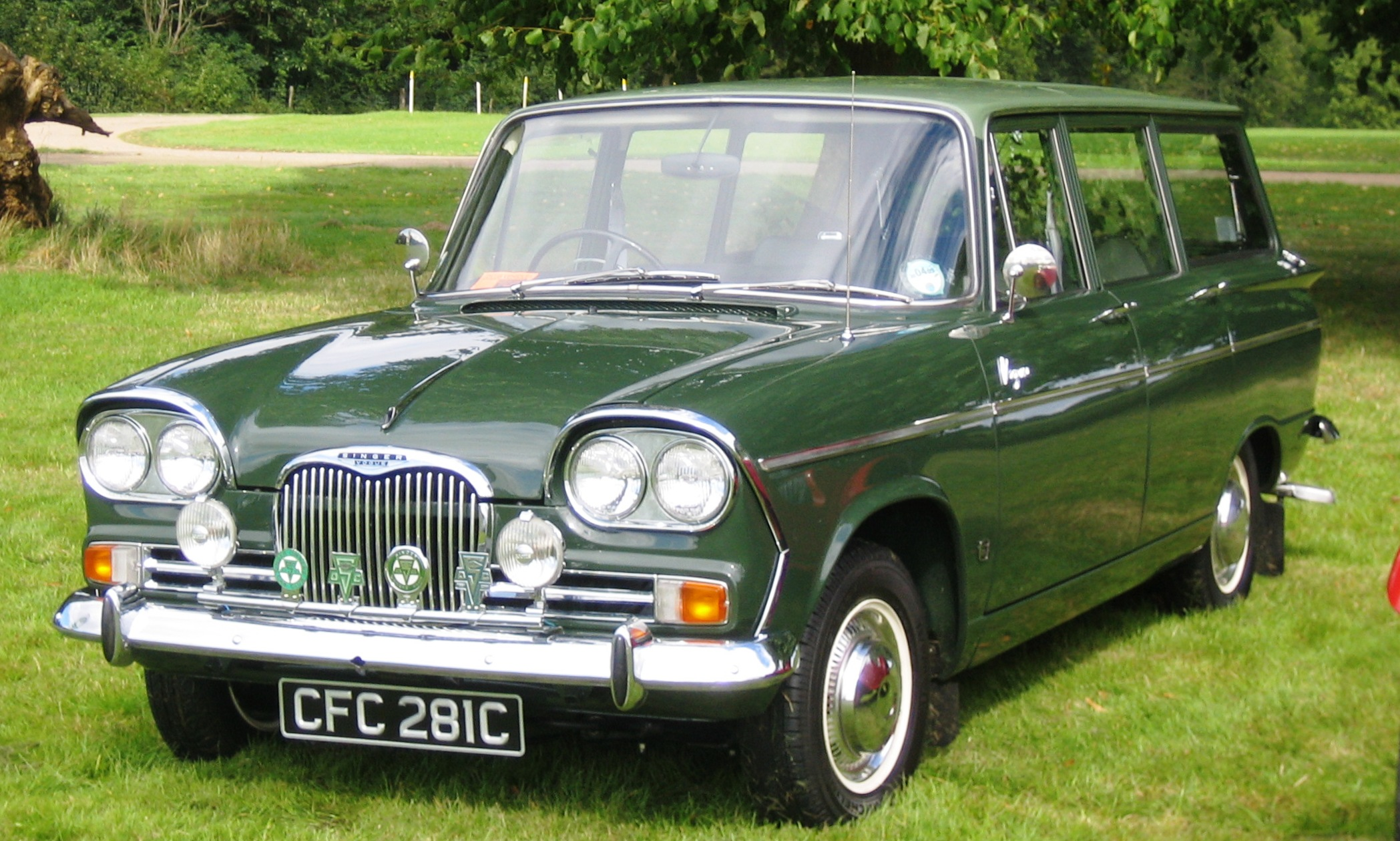
Singer Vogue Estate (1965)
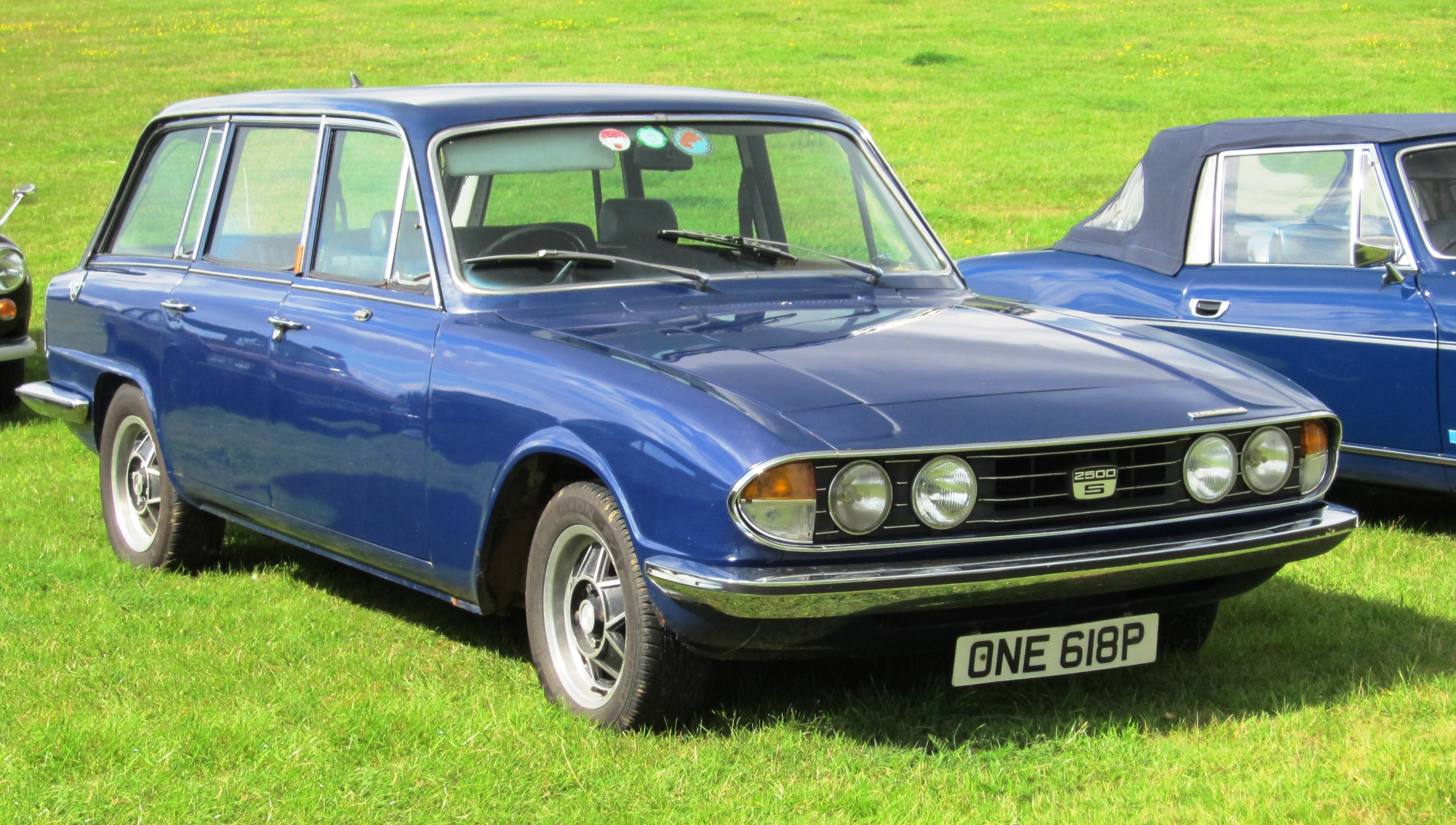
Triumph 2500S Estate (1976)